# Compromís de Wassenaar
El Compromís de Wassenaar, també conegut per les sigles WA (en anglès: Wassenaar Arrangement)', és un règim multilateral de control d'exportacions que es va establir per contribuir a la seguretat i l'estabilitat regionals i internacionals, promovent la transparència i una responsabilitat més gran en les transferències d'armes i tecnologies convencionals d'ús i de doble ús, impedint així una eventual acumulació desestabilitzadora. L'objectiu també és evitar l'adquisició d'aquests articles per part de terroristes. Els Estats participants procuren, mitjançant les seves polítiques nacionals, assegurar-se que les transferències d'aquests articles no contribueixen al desenvolupament o la millora de les capacitats militars que minen aquests objectius i que no es desviïn per donar suport a aquestes capacitats.
El WA és el successor del Comitè de coordinació dels controls multilaterals d'exportació (COCOM) de l'època de la guerra freda, i es va constituir el 12 de juliol de 1996, a Wassenaar, Països Baixos, a prop de la Haia. El WA és considerablement menys estricte que el COCOM, centrat principalment en la transparència dels règims nacionals de control de les exportacions i sense atorgar poder de veto als membres individuals sobre les decisions organitzatives. A Viena, Àustria, hi ha un secretariat per administrar l'acord. Com que no és un tractat, no és legalment vinculant.
Els estats membres del WA intercanvien regularment informació de caràcter general i específic. Cada sis mesos han de reportar sobre les transferències d'armes i les transferències / denegacions de determinats béns i tecnologies de doble ús a països no membres del WA. Aquesta informació inclou vuit àmplies categories d'armes: tancs de guerra, vehicles de combat blindats, artilleria de gran calibre, avions militars, helicòpters militars, vaixells de guerra, míssils o sistemes de míssils i armes petites i lleugeres.

## Membres
Els orígens del WA es remunten a novembre de 1993, a la Haia, quan els representants dels 17 estats membres del COCOM van acordar dissoldre l'organització i establir un nou acord multilateral. Aquest grup inicial, amb la incorporació d'uns quants països més, es va reunir l'any següent a Wassenaar i van acordar crear tres grups de treball per desenvolupar objectius, regles i procediments per al nou acord. A les reunions posteriors s'hi van anar incorporant altres països fins que, el juliol de 1996, es va constituir formalment el Compromís de Wassenaar amb un total de 33 membres fundadors: Austràlia, Bèlgica, Canadà, Dinamarca, França, Alemanya, Grècia, Itàlia, Japó, Luxemburg, Països Baixos, Noruega, Portugal, Espanya, Turquia, Regne Unit, Estats Units, Rússia, Txèquia, Eslovàquia, Hongria, Polònia, Àustria, Finlàndia, Irlanda, Nova Zelanda, Suècia, Suïssa, Argentina, Corea del Sud, Romania, Bulgària i Ucraïna.
L'admissió de nous membres requereix el consens de tots els integrants. El WA està obert de forma global i no discriminatòria als adherits potencials que compleixin els criteris acordats següents:
- Ser productor o exportador d'armes o equips industrials delicats
- Mantenir les polítiques de no proliferació i polítiques nacionals adequades, inclosa l'adherència a:
  - Polítiques de no proliferació, com ara (si escau) el Grup de Proveïdors Nuclears (NSG), el Règim de Control de la Tecnologia de Míssils (MTCR) i el Grup Austràlia (AG).
  - Tractat de no proliferació nuclear, Convenció sobre Armes Biològiques, Convenció sobre Armes Químiques i, si escau, START I (inclòs el Protocol de Lisboa)

- Mantenir els controls d'exportació completament efectius

El WA ha admès posteriorment nous membres com: Mèxic, República de Malta, Estònia, Letònia, Lituània, Croàcia, Eslovènia i Sud-àfrica. Cal destacar que Israel i la Xina no són membres del WA.
El 7 de desembre de 2017, l'Índia es va incorporar al WA com a 42è estat membre. La sol·licitud d'adhesió de l'Índia va comptar amb el suport de Rússia, Estats Units, França i Alemanya.

## Llistes de control
La llista de tecnologies restringides es divideix en dues parts: la «llista de béns d'ús de doble ús i les tecnologies» (també coneguda com a llista bàsica) i la «llista de municions». La llista bàsica està formada per deu categories basades en nivells creixents de sofisticació:
- Materials especials i equips relacionats
- Processament de materials
- Electrònica
- Informàtica
- Telecomunicacions
- Seguretat de la informació
- Sensors i làsers
- Navegació i aviònica
- Marina
- Aeronàutica i propulsió

La llista bàsica es divideix en dues subseccions: sensible i molt sensible. Els elements de la llista molt sensible inclouen materials per a la tecnologia furtiva (és a dir, equips que es podrien utilitzar per a la detecció de submarins, el radar avançat i les tecnologies de motors de reacció).
La llista de municions té 22 categories, que no estan etiquetades.
Per tal de poder incloure un article a les llistes, els estats membres han de tenir en compte els criteris següents:
- Disponibilitat estrangera fora dels estats participants
- Capacitat de controlar efectivament l'exportació de les mercaderies
- Capacitat de definir una especificació clara i objectiva de l'element.
- Verificabilitat per un altre règim de control, com ara el grup Austràlia, el grup de proveïdors nuclears o el règim de control de la tecnologia de míssils.[10]

## Esmenes de 2013
El desembre de 2013, es va modificar la llista de tecnologies restringides a l'exportació per incloure sistemes de vigilància basats en internet. Les noves tecnologies que es troben sota el règim de control d'exportacions inclouen «programari d'intrusió» —software dissenyat per vulnerar les mesures de protecció d'un ordinador o xarxa per extreure dades o informació—, així com sistemes de vigilància de xarxes IP.
L'objectiu de les esmenes era evitar que les empreses tecnològiques occidentals venguessin tecnologia de vigilància a governs coneguts per abusar dels drets humans. Tot i això, algunes empreses tecnològiques han expressat la seva preocupació perquè l'abast dels controls pugui ser massa ampli, limitant la capacitat dels investigadors en seguretat d'identificar i corregir les vulnerabilitats de seguretat. Google i Facebook van criticar l'acord per les restriccions que comportarà en activitats com ara proves de penetració, compartir informació sobre amenaces i programes de recompensa d'errors. Argumenten que les restriccions debiliten la seguretat de les nacions participants i faran poc per frenar les amenaces de les nacions no participants.